# Пипец (фильм)
«Пипе́ц» (англ. Kick-Ass — «сильный, агрессивный, впечатляющий») — супергеройская чёрная комедия, снятая режиссёром Мэттью Воном в 2010 году по мотивам одноимённого комикса Марка Миллара и Джона Ромиты-младшего.
Сюжет повествует об обычном подростке Дэйве Лизевски (Аарон Тейлор-Джонсон), который намеревается стать настоящим «супергероем», называя себя «Пипец» (ориг. Kick-Ass). Однажды Дэйв ввязывается в более крупную драку, когда встречает Папаню (Николас Кейдж), бывшего полицейского, который в своём стремлении отомстить криминальному авторитету Фрэнку Д'Амико (Марк Стронг) и его сыну по прозвищу Красный Туман (Кристофер Минц-Пласс), обучает свою одиннадцатилетнюю дочь (Хлоя Грейс Морец) боевым навыкам и приёмам жестоких убийств.
Фильм был выпущен в Великобритании 26 марта 2010 года студией Universal Pictures и 16 апреля в США компанией Lionsgate. Несмотря на то, что сюжет картины вызвал некоторые споры из-за использования ненормативной лексики и сцен насилия в исполнении ребёнка, фильм был хорошо принят как критиками, так и публикой. В 2011 году он получил премию Empire в номинации «Лучший британский фильм». После выхода на DVD и Blu-ray кинокартина приобрела статус культовой.
Продолжение, «Пипец 2», снятое Джеффом Уодлоу и спродюсированное постановщиком оригинала Мэттью Воном, было выпущено в августе 2013 года, в котором Джонсон, Минц-Плассе и Морец вернулись к своим ролям.

## Сюжет
Подросток Дэйв Лизевски — большой фанат комиксов. Он наивно верит, что главное для супергероя — это желание помогать людям. «Не проходить мимо несправедливости, с которой мы сталкиваемся каждый день, привычно закрывая глаза» — вот его девиз. Он задаётся вопросом: почему никто не пытался стать реальным супергероем ? Дейв решает попробовать им стать. Он заказывает по интернету зелёно-жёлтый гидрокостюм с маской наподобие ниндзя, придумывает себе супергеройское имя «Пипец» (англ. Kick-Ass) и идёт «сражаться со злом».
Первая же попытка прославиться как супергерой не венчается успехом: избитый, порезанный и с переломами по всему телу, Дэйв оказывается на больничной койке, а в родной школе считается гомосексуалом. Из больницы он выходит со стальными пластинами в костях и со слегка повышенным болевым порогом. Во второй раз обстоятельства складываются получше: сцепившись с уличными хулиганами, напавшими на какого-то человека, Дэйв чудом избегает серьёзных травм, и к тому же становится звездой YouTube. И хотя победа Пипца в этой драке весьма сомнительна, неизвестный парень в зелёном костюме становится общепризнанным супергероем.
Вскоре Дэйв выясняет, что кроме него есть ещё два супергероя: 11-летняя Убивашка (Минди Макриди, в оригинале «Хит-Гёрл») и её отец Папаня (Дэймон Макриди, в оригинале «Большой папа»), которые работают вместе и, в отличие от Пипца, обладают реальными боевыми навыками. Когда-то Дэймон работал в полиции, но был подставлен и сел в тюрьму. Его жена не выдержала позора и подсела на наркотики, в результате умерла, но перед смертью она родила Минди. Та долго жила у Маркуса — бывшего напарника отца, а когда Папаня вышел из тюрьмы, Маркус отдал ему Минди. Дэймон сам натренировал Минди, и та стала работать вместе с ним. Они предпочитают оставаться неизвестными, так как готовят масштабную операцию против главного преступника города — Фрэнка Д’Амико, который и подставил Дэймона в своё время. Вся же слава от их супергеройских деяний достаётся Пипцу, что ещё больше увеличивает его популярность. Следовательно, у Дэйва, кроме поклонников, появляются недоброжелатели, желающие покончить с ним, в том числе и Фрэнк Д’Амико, который считает, что это Дэйв портит ему планы. Тогда появляется Кровавый Угар (в оригинале Red Mist — «Красный туман» или «Кровавый аффект») — ещё один «супергерой», который на самом деле является сыном Фрэнка Д’Амико по имени Крис. Хотя Пипец ему нравится, он должен втереться к нему в доверие и привести его для расправы к главарям криминала.
Со временем Крис быстро понимает, что Дэйв — просто клоун, тем самым успокоив себя — теперь ему не придётся рисковать жизнью. Заодно с помощью скрытой камеры в плюшевом медведе он разоблачает Папаню и решает выйти на него через Дэйва. Тот в это время заводит отношения со своей возлюбленной Кэти Дома, причём весьма комичным образом: он в суперкостюме проникает к ней ради сюрприза и после пары ударов с её стороны снимает маску и признаётся, что он не гей. Она прощает его, и Дэйв решает покончить с «карьерой супергероя». Но затем Крис вызывает его на встречу и таким образом выходит на Дэймона и Минди. Дэймон вместе с Дэйвом попадают в плен. Дэймона убивают, сжигая на стуле при помощи керосина, а Дэйва спасает Минди.
Минди, жаждущая отомстить за смерть отца, собирается напасть на Фрэнка в одиночку. В итоге она убивает практически всех бандитов, но в решающий момент у неё заканчиваются патроны, она оказывается в ловушке, и Дэйв приходит к ней на помощь на реактивном ранце, помогая справиться с оставшимися бандитами и убив Фрэнка с помощью базуки. Минди прощает Лизевски, после чего переезжает обратно к Маркусу и переходит в школу Дэйва, где легко расправляется с хулиганами, пытавшимися отобрать у неё деньги.
Дэйв больше не собирается надевать супергеройский костюм и «спасать мир». Но на замену ему приходят другие «супергерои», которые считают его своим вдохновителем. Между тем Кровавый Угар решает стать «суперзлодеем» и отомстить Дэйву за смерть собственного отца.

## В ролях
| Актёр                | Роль                         |
| -------------------- | ---------------------------- |
| Аарон Джонсон        | Дэйв Лизевски / Пипец        |
| Николас Кейдж        | Дэймон Макриди / Папаня      |
| Хлоя Грейс Морец     | Минди Макриди / Убивашка     |
| Марк Стронг          | Фрэнк Д’Амико                |
| Кристофер Минц-Пласс | Крис Д’Амико / Кровавый угар |
| Линдси Фонсека       | Кэти Дома                    |
| Кларк Дьюк           | Марти                        |
| Эван Питерс          | Тодд                         |
| Софи Ву              | Эрика Чо                     |
| Омари Хардвик        | сержант Маркус Уильямс       |
| Гэррет М. Браун      | мистер Лизевски              |
| Элизабет Макговерн   | миссис Лизевски              |
| Майкл Рисполи        | Большой Джо                  |
| Декстер Флетчер      | Коди                         |
| Янси Батлер          | Энджи Д’Амико                |
| Джейсон Флеминг      | швейцар                      |
| Ксандер Беркли       | детектив Джигэйнт            |
| Крейг Фергюсон       | в роли самого себя           |

## Создание фильма
Как сообщается, сценарий фильма был написан в мае 2008 года, а съёмки фильма проходили в конце 2008 года — начале 2009-го. В интервью Total Film Аарон Джонсон подтвердил, что фильм останется «взрослым» по натуре, в нём будет присутствовать большое количество насилия, и MPAA уже присвоила ему рейтинг «R».
На роль Папани пробовались Дэниел Крейг и Марк Уолберг. Кристофер Минц-Пласс проходил пробы на роль Пипца, но режиссёру Мэттью Вону он абсолютно не понравился, и тогда он предложил Кристоферу роль Кровавого угара. Актрисе Хлое Морец, играющей Убивашку, на момент съёмок было 11 лет, как и её персонажу. Значительную часть трюков она исполняла сама.

## Отсылки к другим произведениям
В фильме множество отсылок и аллюзий на многие популярные и известные фильмы:
- В начале фильма Крис и Фрэнк едут в кино смотреть фильм Мститель 3 — это явная отсылка к другому, похожему фильму Мститель[12], в котором супергерой также не обладал сверх способностями, а пользовался своей силой и ловкостью[13].
- В фильме очевидны аллюзии на такие картины, как «Таксист»[14] (сцена с Пипцом перед зеркалом), «Криминальное чтиво» (сцена, в которой аниматор в костюме Пипца проходит перед машиной Фрэнка Д’Амико) и «Леон»[15] (стремительная атака Убивашки, стреляющей с двух рук, копирует атаку Леона; парик боевого костюма придает Минди силуэтное сходство с Матильдой).
- Также имеется отсылка к фильму «Лицо со шрамом», когда Большой с базукой выходит и произносит: «Say hello to my little friend!» («Поздоровайся с моим маленьким другом!»), цитируя Тони Монтану[16].
- Сцена, в которой Убивашка, истратив патроны, прячется за кухонной стойкой — явная отсылка к «Никите» Люка Бессона[17].
- Многие сцены картины явно вдохновлены или/и пародируют фильмы Тарантино, в частности, «Убить Билла»[18].
- Когда Крис Д’Амико в последней сцене фильма натягивает маску на лицо и говорит: «Wait until they get a load of me», это является цитатой слов Джокера из фильма «Бэтмен» Тима Бёртона[19].

## Перевод и русскоязычная локализация
- Варианты перевода названия: «Пипец» (официальный), «Надрать задницу» (дословный), «Поджопник» (в переводе Дмитрия Пучкова), «Мордобой» (в переводах комиксов).
- В России проходили специальные допремьерные показы фильма в живом одноголосом закадровом переводе Гоблина. В своём варианте перевода Гоблин предлагает авторскую трактовку имён персонажей, включая другой вариант названия и псевдонима главного супергероя на русском — «Поджопник»[20]. Всего прошло четыре показа с переводом Гоблина и каждый раз зал был полон.
- Для российского кинопроката было сделано два перевода: дубляж с цензурой и дублированный без цензуры (с наличием грубой ненормативной лексики) по заказу фирмы «Леополис»[21] также в московском кинотеатре «35мм» фильм транслировался без перевода с русскими субтитрами.[22]

## Саундтрек
Саундтрек к фильму был выпущен в Великобритании 29 марта 2010 года.
1. The Prodigy — «Stand Up»;
2. Mika — «Kick Ass» (Radio Edit);
3. Primal Scream — «Can’t Go Back»;
4. The Little Ones — «There’s a Pot Brewin'»;
5. The Prodigy — «Omen»;
6. The Pretty Reckless — «Make Me Wanna Die» (звучит в титрах);
7. The Dickies — «Banana Splits (Tra La La Song)» (Первое появление Минди в костюме Убивашки);
8. Ellie Goulding — «Starry Eyed»;
9. Sparks — «This Town Ain’t Big Enough for Both of Us»;
10. The New York Dolls — «One Day It Will Please Us to Remember Even This|We’re All In Love»;
11. Zongamin — «Bongo Song»;
12. Ennio Morricone — «Per Qualche Dollaro In Piu»;
13. Joan Jett & The Blackhearts — «Bad Reputation» (сцена в коридоре);
14. Elvis Presley — «An American Trilogy»;
15. Gnarls Barkley — «Crazy»;
16. Джон Мёрфи — «In The House — In a Heartbeat» (батальная сцена Большого Папы на складе).

## Критика
Согласно агрегатору рецензий Rotten Tomatoes фильм имеет рейтинг одобрения 76 %, основанный на отзывах 260 критиков, и средний рейтинг 7/10. Согласие сайта гласит: «Не для слабонервных, Пипец выводит жанр комической адаптации на новый уровень визуального стиля, кровавого насилия и ликующей ненормативной лексики». Metacritic присвоил фильму 66 баллов из 100, основываясь на среднем взвешенном значении 38 отзывов основных критиков.
В Великобритании,The Guardian дала высокую оценку фильму на основе мнения нескольких ее критиков и журналистов. Питер Брэдшоу дал фильму 5/5 звёзд и назвал его «взрывом на фабрике плохого вкуса», который "совершенно возмутительный, потрясающе жестокий и очень забавный рифф в квази-порно мире комиксов; за исключением того, что в этом нет абсолютно никакого «квази»". Филипп Френч, в обзоре для The Observer, назвал фильм «неумолимо жестоким» с "самым сквернословным ребенком когда-либо появлявшемся на экране, [который заставляет] Зази Луи Малле звучать как Козетта «и одним» чрезвычайно осведомленным в своем обращении к знатокам комиксов и видеоигр". Дэвид Кокс написал статью, опубликованную в The Guardian , в которой говорится, что фильм "выводит слово «п**зда» в мейнстрим « […] непреднамеренно послал нашу последнюю ругань».
Крис Хьюитт из журнала Empire дал фильму 5/5 и назвал его "смехотворно развлекательным, с идеальным темпом, ультра-жестоким кинематографическим натиском, который пинает те места, куда пытаются добраться другие фильмы … насилие в фильме явно фантастическое и мультяшное и не должно быть воспринятым всерьез".
Международные критики, которым понравился фильм, обычно выделяли его смелость, юмор и игру Хлои Грейс Морец. Питер Хауэлл из Toronto Star поставил фильму наивысший рейтинг, написав, что спектакль «успешен как жестокая фантазия о наших опасных и тревожных временах, когда обычные граждане чувствуют себя вынужденными принять меры против разлагающегося изнутри социального порядка». Критик USA Today Клаудия Пуч похвалила Морец как «потрясающую … Даже когда она владеет диковинным оружием, она выглядит очаровательной». Манола Дарджис из The New York Times написала: «Быстрый, периодически смешной и часто гротескно жестокий, фильм одновременно охватывает и высмеивает клише современных боевиков с присущим Тарантино самоуважением». Оуэн Глейберман из Entertainment Weekly поставил фильму оценку «B+», но отметил, что «лично мне просто жаль, что фильм не стал чем-то менее увлекательным».
В Film Journal International бывший писатель Marvel Comics Фрэнк Ловес сказал, что «восхитительно динамичный» фильм «на самом деле улучшает комикс, поскольку не метафорически пинает нашего героя по зубам … и делает его тупицей, который ошибался почти во всем». Он обнаружил, что «сухой юмор сатиры … безупречно сочетается со сценами стилизованного хаоса вне камеры».
Остальные отзывы были более негативными. Роджер Эберт счёл фильм крайне оскорбительным и «морально предосудительным», присвоив ему одну из четырёх звёзд. Он сослался на грубость и насилие, особенно на сцену, в которой Д’Амико чуть не убил Убивашку. «Когда дети в возрастном диапазоне домашней аудитории этого фильма бьют друг друга каждый день в Америке, это перестает быть смешным». Единственные похвальные ноты Эберта относились к выступлениям Кейджа, Джонсона и Морец. Этот фильм вошел в список однозвездных фильмов той недели «Твой фильм — отстой».
Тим Роби из Daily Telegraph тоже не любил фильм, оценив его на 1/5 и заявив: «Пипец Мэтью Вона полый, остекленевший и не совсем там».
Карина Лонгворт из The Village Voice не была впечатлена сатирой и темами фильма: «Не настолько шокирующий, как кажется, настолько смешной, насколько должен быть, или настолько вовлеченный в культурную критику, насколько мог бы быть, Пипец недоделан».

## Сиквел и приквел
Автор комиксов про героя по прозвищу «Пипец», Марк Миллар, анонсировал продолжение фильма. Съёмки картины «Пипец 2» начались в 2012 году. О планах снять «Пипец 2» режиссёр первого фильма, Мэтью Вон, говорил давно, однако официального подтверждения этой информации не было. Точку в этой истории поставил Миллар. Он объявил о выходе второй части картины на мероприятии, посвященном открытию в Великобритании магазина комиксов CLiNT. По его словам, «Пипец 2» появится на экранах кинотеатров в 2013 году.

8 мая 2012 года стало известно, что продолжение будет распространять Universal Studios, съемки планируют начать в сентябре 2012 года
Также своё согласие на участие в фильме дал известный актёр Джим Керри, который появится в сиквеле в роли Полковника — лидера команды «Справедливость навсегда», в которую вступит Пипец.
В 2015 году появились слухи о приквеле к первому фильму, потенциальному сольному фильму про Убивашку, в сюжете которого предполагалось подробнее рассказать о её детстве. В июне 2015 года Мэтью Вон обсудил возможность перезагрузки франшизы «Пипец» с жанром «Приключенческий фильм» для раскрытия персонажей Убивашки и Папани, с целью попытаться оживить интерес к франшизе.

## Компьютерная игра
Одновременно с фильмом вышла одноимённая игра для iPhone и PlayStation 3, через App Store и PlayStation Network соответственно. Пипец, Убивашка и Папаня выступают играбельными персонажами. Игра получила отрицательные отзывы среди игрового сообщества.

## Награды и номинации
| Награда               | Категория                                                       | Кандидаты                       | Результат |
| --------------------- | --------------------------------------------------------------- | ------------------------------- | --------- |
| Teen Choice Awards    | Выбранный актёр                                                 | Николас Кейдж                   | Номинация |
| Teen Choice Awards    | Выбранный злодей                                                | Кристофер Минц-Плассе           | Номинация |
| Teen Choice Awards    | Действие фильма                                                 | Пипец                           | Номинация |
| Teen Choice Awards    | Выбранная актриса                                               | Хлоя Морец                      | Номинация |
| Teen Choice Awards    | Выбранный главный герой                                         | Аарон Джонсон                   | Номинация |
| People’s Choice Award | Любимый боевик                                                  | Пипец                           | Номинация |
| The Comedy Awards     | Комедийный фильм                                                | Пипец                           | Номинация |
| The Comedy Awards     | Комедийная актриса фильма                                       | Хлоя Морец                      | Номинация |
| The Comedy Awards     | Комедийный сценарий                                             | Пипец                           | Номинация |
| The Comedy Awards     | Комедийный режиссёр фильма                                      | Мэттью Вон                      | Номинация |
| Империя               | Лучший фильм                                                    | Пипец                           | Номинация |
| Империя               | Лучший актёр                                                    | Аарон Джонсон                   | Номинация |
| Империя               | Лучший режиссёр                                                 | Мэттью Вон                      | Номинация |
| Империя               | Лучший британский фильм                                         | Пипец                           | Победа    |
| Империя               | Лучшая фантастика                                               | Пипец                           | Номинация |
| Империя               | Лучший новичок                                                  | Хлоя Морец                      | Победа    |
| IGN Awards            | Лучшая женская роль                                             | Хлоя Морец                      | Победа    |
| IGN Awards            | Лучшая адаптация комикса                                        | Пипец                           | Победа    |
| IGN Awards            | Лучший Blu-ray                                                  | Пипец                           | Победа    |
| MTV Movie Awards      | Лучшая звезда                                                   | Хлоя Морец                      | Победа    |
| MTV Movie Awards      | Самая большая звезда                                            | Хлоя Морец                      | Победа    |
| MTV Movie Awards      | Лучшая драка                                                    | Хлоя Морец против Марка Стронга | Номинация |
| Молодой актёр         | Лучшая работа в художественном фильме — ведущая молодая актриса | Хлоя Морец                      | Номинация |
| Critics' Choice Award | Лучший фильм о действиях                                        | Пипец                           | Номинация |
| Critics' Choice Award | Лучший молодой актёр/актриса                                    | Хлоя Морец                      | Номинация |